# Панченко Сергій Михайлович
 Панченко Сергій Михайлович (10 травня 1974, с. Вирівка Сумської обл.[джерело?]) — український вчений у галузях ботаніки, екології та охорони природи, доктор біологічних наук (2018). Начальник наукового відділу Гетьманського НПП.

## Життєпис
Народився 10 травня у с. Вирівка (Сумська обл.).
У 1995 році закінчив з відзнакою Сумський сільськогосподарський інститут за спеціальністю вчений агроном. У 1996 закінчив магістратуру того ж інституту.
У 2007 та 2009 р.р. проходив стажування на кафедрі ботаніки Санкт-Петербурзького державного університету.
Лауреат щорічної премії Президента України для молодих вчених (2009 р.) за цикл праць «Пріоритети охорони фіторізноманіття заповідних територій на популяційному, видовому та екосистемному рівнях (на прикладі Новгород-Сіверського Полісся)».
З 2001 по 2019 є співорганізатором літнього екологічного табору для талановитої молоді регіону «Деснянські зорі». За час проведення екологічних таборів у них взяли участь понад 200 школярів.
Крім того, Сергій Михайлович проводить й організовує велопробіги для популяризації території Деснянського біосферного резервату, організовує інші роботи з школярами (зокрема організував кружок ботаніки в місті Конотоп), вже втретє у 2020 р. проводить фестиваль біологічних колекцій, що сприяє розвитку молоді в регіоні.
Має дружину та двох дітей.

## Наукова діяльність
У жовтні 1996 вступив у аспірантуру Сумського сільськогосподарського інституту.
Дисертацію на здобуття наукового ступеня кандидата біологічних наук за спеціальністю «ботаніка» захистив у 2000 році у спеціалізованій вченій раді Інституту ботаніки ім. М. Г. Холодного НАН України на тему «Флора, рослинність та популяції модельних видів Старогутського лісового масиву (Сумська область)».
Дисертацію на здобуття наукового ступеня доктора біологічних наук за спеціальністю «ботаніка» захистив у 2018 році на тему: «Популяційні аспекти резерватних сукцесій в лісах Лівобережного Полісся України». Науковий консультант Соломаха Володимир Андрійович.
З 1999 по 2011 працював у НПП «Деснянсько-Старогутський».
2014 і 2018 — старший науковий співробітник НПП «Деснянсько-Старогутський», де проводив ботанічні дослідження, а також координував роботу в рамках Деснянського біосферного резервату ЮНЕСКО та відповідав за інші міжнародні програми.
З листопада 2018 року — начальник наукового відділу Гетьманського НПП. До цього з 2014 року — старший науковий співробітник НПП «Деснянсько-Старогутський».
З 2007 по 2008 був доцентом кафедри біотехнології та фітофармакології Сумського національного аграрного університету.
З 2008 р. й по теперішній час — доцент кафедри садово-паркового та лісового господарства Сумського національного аграрного університету.

## Громадська діяльність
У 2019 році, Указом Президента України № 679/2019 від 10.09.2018 року «Про території та об'єкти природно-заповідного фонду загальнодержавного значення» на Чернігівщині був створений ландшафтний заказник «Мурав'ївський», обґрунтування якого підготував учений. Також, за авторства Сергія Панченка у 2019 році Постійний комітет Бернської конвенції оголосив в Україні нові території Смарагдової мережі:
| Code      | Рік               | Рейтинг | Посилання |
| --------- | ----------------- | ------- | --------- |
| UA0000327 | Долина річки Терн | 6947,83 | Документ  |

Ще 16 проєктованих смарагдових територій за авторством С. М. Панченка знаходяться на розгляді.
2019 року також приєднався до діяльності ГО «Українська природоохоронна група» як експерт з рослинності Українського Полісся.

## Монографії
1. Панченко, С. М. Лесная растительность Национального природного парка «Деснянско-Старогутский» [Текст]: монография / С. М. Панченко ; под общ. ред. В. А. Соломахи. — Сумы: Университетская книга, 2013. — 312 с. Повний текст
2. Основи спостережень за станом довкілля: Навчально-методичний посібник / За заг. редакцією к. б. н. С. М. Панченка, к. пед. наук Л. В. Тихенко. — Суми: Університетська книга, 2013. — 352 с. PDF (4.52 MB)
3. Безроднова О. В., Куземко А. А., Назаренко Н. Н., Панченко С. М. Компьютерные базы данных в современной ботанике: флористика, фитоценология, геоботаника, экология, фитоиндикация (специфика создания, работа с базами: Методические указания (для специалистов и магистров специальности «биология» / под общей редакцией д.б.н., проф. Т. В. Догадиной;— Х.: ХНУ им. В. Н. Каразина, 2013. — 48 с.
4. Панченко С. М., Кутявін Є. Г. Гербарій національного природного парку «Деснянсько-Старогутський» / за заг. ред. к.б.н. Н. М. Шиян. — Суми: Університетська книга, 2011. — 83 с.
5. Панченко С. М. Мезинський національний природний парк / С. М. Панченко // Фіторізноманіття Українського Полісся та його охорона ; під заг. ред. Т. Л. Андрієнко. — К. : Фітосоціоцентр, 2006. — 316 с.
6. Панченко С. М. НПП Деснянсько-Старогутський / С. М. Панченко // Фіторізноманіття заповідників і національних природних парків України. Ч. 2. Національні природні парки ; Колектив авторів під ред. В. А. Онищенка і Т. Л. Андрієнко. — К.: Фітосоціоцентр, 2012. — С. 215—229.
7. Особливості клонів Дослідницька робота школярів з біології: Навчально-методичний посібник / За заг. ред. к.б.н. С. М. Панченка, Л. В. Тихенко. — Суми: ВТД «Університетська книга», 2008. — 368 с.
8. Панченко С. М. Флора національного природного парку «Деснянсько-Старогутський» та проблеми охорони фіторізноманіття Новгород-Сіверського Полісся: Монографія / За заг. ред. д.б.н. С. Л. Мосякіна. — Суми: ВТД «Університетська книга», 2005. — 170 с.
9. Панченко С. М. Баранець звичайний / С. М. Панченко, І. І. Чорней, Н. М. Сичак, В. І. Мельник // Червона книга України. Рослинний світ ; за ред. Я. П. Дідуха. — К.: Глобалконсалтинг, 2009. — С. 19.Екологічна мережа Новгород-Сіверського Полісся / Панченко С. М., Андрієнко Т. Л., Гаврись Г. Г., Кузьменко Ю. В.– Суми: Університетська книга, 2003.– 92 с.

## Важливі наукові праці
1. Панченко С. Рослинність урочища «Литовський бір» Гетьманського національного природного парку// Вісник Львівського ун-ту. Серія біологічна. 2016. Вип. 74. С. 29-39.
2. Панченко С. Світлі дубові ліси на північному сході України, особливості їх динаміки та питання охорони // Вісник Львів. ун-ту. Серія біол. — 2015. — Вип. 70. — С. 47-58.
3. Панченко С. М. Д оповнення до флори Національного природного парку «Деснянсько-Старогутський» // Чорноморськ. бот. журн. — 2014. — Т. 10, № 2. — С. 263—270.
4. Панченко С. Види роду Corydalis Vent. (Fumariaceae) у формуванні синузій весняних ефемероїдів у широколистяних лісах північного сходу України // Вісник Львівського ун-ту. Серія біологічна. — 2014. — Вип. 67. — С. 64 — 72.
5. Панченко С. М., Клименко А. А. Эколого-ценотические особенности популяций Pulsatilla patens (L.) Mill. (Ranunculaceae) в Деснянском биосферном резервате (Украина) и вопросы его охраны // Бюллетень Брянского отделения РБО. — 2013, № 2. — С. 62 — 67.
6. Панченко С. М., Кондратенко В. М. Структура популяцій Corydalis cava та C. solida (Fumariaceae) в лісах національного природного парку «Деснянсько-Старогутський» // Укр. ботан. журн. — 2010. — Т. 67, № 6. — С. 880—892.
7. Панченко С. М. Рак О. О. Парцелярная структура лесного сообщества и динамика популяции Goodyera repens (Orchidaceae) // Заповідна справа в Україні. — 2009. — Т. 15, Вип. 1. — С. 22 — 27. Повний текст
8. Панченко С. М. Причини відмінностей клонів Huperzia selago (L.) Bernh. ex Schrank & Mert. (Huperziaceae) гірської та рівнинної популяцій // Укр. ботан. журн. — 2007. — Т. 64, № 5. — С. 660—666.
9. Панченко С. М. Неразрушающие методы морфометрического анализа редких растений и их применение на примере Huperzia selago (Huperziaceae) // Заповідна справа в Україні. — 2007. — Т. 13. — Вип. 1 — 2. С. 106—110.
10. Панченко С. М., Мосякін С. Л. Axiris amaranthoides L. (Chenopodiaceae Vent) — новий адвентивний вид флори України // Укр. ботан. журн. — 2005. — Т.62, № 2. — С.213-217.
11. Панченко С. М. Інвазійна спроможність північноамериканського виду Conyza canadensis (L.) Cronq. в НПП «Деснянсько-Старогутський» // Укр. ботан. журн. — 2005. — Т. 62, № 4. — С. 548—557.
12. Панченко С. М., Чорноус О. П. Вікова та віталітетна структура популяцій Diphasiastrum complanatum s.l. у НПП «Деснянсько-Старогутський» // Укр. ботан. журн. — 2005. — Т. 62, № 5. — С. 698—706.
13. Панченко С. М., Онищенко В. А. Широколистяні ліси Наддеснянської вододільної рівнини з точки зору флористичної класифікації // Вісник Луганського національного педагогічного університету імені Тараса Шевченка. — 2005, № 3 (83). — С. 69-85
14. Панченко С. М., Онищенко В. А. Дубові ліси Старогутського лісового масиву // Заповідна справа в Україні. — 2003. — Vol. 9, N 2. — С. 11-16. PDF (1.00 MB)
15. Панченко С. М. Рослинність Старогутського лісового масиву // Укр. ботан. журн. 2001.- Т. 58.- № 6.- С.684-693.
16. Клименко Г. О. Особливості структури лісових та узлісних популяцій Lilium martagon L. у Новгород-Сіверському Поліссі / Г. О. Клименко, С. М. Панченко // Заповідна справа в Україні. — 2010. — Т. 16, вип. 2. — С. 14 — 19.
17. Панченко С. М. Особенности вегетативного размножения клонов Huperzia selago (Huperziaceae) на востоке Полесской низменности / С. М. Панченко // Бот. журн. — 2006. — Т. 91, № 5. — С. 716—728.
18. Панченко С. М. Союзи Dicrano-Pinion Libb. 1933 і Pino-Quercion Medw.-Korn. 1959 в Деснянсько-Старогутському НПП / С. М. Панченко, В. А. Онищенко // Рослинність хвойних лісів України. Матеріали робочої наради (Київ, листопад, 2003). — К.: Фітосоціоцентр, 2003. — С. 146—167.
19. Панченко С. М. Особливості клонів Huperzia selago (L.) Bernh. Ex Schrank & Mert. (Huperziaceae Rothm.) на північному сході України // Укр. ботан. журн. 2000.– Т. 57, № 2.– С.148-155.
20. Панченко С. М. Гербарій НПП «Деснянсько-Старогутський» / С. М. Панченко // Вісник Луганського державного педагогічного університету ім. Тараса Шевченка. — 2003. — № 11 (67). — С. 29 — 32.
21. Панченко С. М. Вплив зональних та ценотичних чинників на морфометричні параметри Huperzia selago (L.) Bernh. ex Schrank & Mart. / С. М. Панченко // Наук. вісник Чернівецького ун-ту. — Вип. 298: Біологія. — Чернівці: Рута, 2006. — С. 136—142.
22. Панченко С. М. Структура популяций видов рода Corydalis DC. (Fumariaceae) в производных сообществах Новгород-Северского Полесья / С. М. Панченко, В. М. Кондратенко // Вісн. Одеського нац. ун-ту. — 2008. — Т. 13, вип. 16. Біологія. — С. 15 — 21.
23. Панченко С. Структура популяцій рослин на узліссях соснових лісів зеленомохових в умовах Новгород-Сіверського Полісся / С. Панченко, О. Чорноус // Екологія. Біологічні науки. Зб. наук. праць. — Вип. 1. — Полтава, 2009. — С. 21 — 25.
24. Данилик І. М., Панченко С. М. Carex brunnescens (Pers.) Poiret (Cyperaceae Juss.) — новий вид флори України // Укр. ботан. журн.– 2001.– Т. 58, № 1.– С.73-77.
25. Панченко С. М. Carex brunnescens Huperzia selago (L.) Bernh. Ex Schrank & Mert. (Huperziaceae Rothm.) на північному сході України // Укр. ботан. журн. 2000.– Т. 57, № 2.– С.148-155.
26. Protopopova V. V. The transformer species of the Ukrainian Polissia / V. V. Protopopova, M. V. Shevera, O. O. Orlov, S. M. Panchenko // Biodiv. Res. Conserv. — 2015. Vol. 39. — P. 7 — 18.
27. Безроднова О. В., Куземко А. А., Назаренко Н. Н., Панченко С. М. Компьютерные базы данных в современной ботанике: флористика, фитоценология, геоботаника, экология, фитоиндикация (специфика создания, работа с базами: Методические указания (для специалистов и магистров специальности «биология» / под общей редакцией д.б.н., проф. Т. В. Догадиной;— Х.: ХНУ им. В. Н. Каразина, 2013. — 48 с.
28. Ходосовцев О. Є., Дармостук В. В., Панченко С. М. Лишайники національного природного парку Деснянсько-Старогутський // Чорноморський ботанічний журнал. — 2017. — Vol. 13, N 1. — C. 72-86
29. Панченко С. М. Горизонтальна структура популяцій рідкісних видів рослин та елементарні способи її аналізу / С. М. Панченко, В. Ю. Іванець // Чорноморськ. бот. ж. — 2018. — Т. 14, № 2. — С. 152—161.
30. 50 рідкісних рослин Сумщини. Атлас-довідник / Сергій Панченко, Вікторія Іванець. –. Чернівці, 2019. — 64 с.
31. Підсумки залучення громадськості до спостережень за станом довкілля в Деснянському біосферному резерваті / наук. ред. Р. І. Бурда. — Суми: Університетська книга, 2020. — 196 с.
32. Підсумки залучення громадськості до спостережнь за станом довікілля в Деснянському біосферному резерваті: колективна монографія / наук. ред. Р. І. Бурда. Суми: Університетська книга, 2020,195, [32] с.: іл.
33. Території, що пропонуються до включення у мережу Емеральд (Смарагдову мережу) України («тіньовий список», частина 2) / Кол. авт., під ред. Борисенко К. А., Куземко А. А. — Київ: «LAT & K», 2019. — 234 с.